# Marulanda
Marulanda – miasto w Kolumbii, w departamencie Caldas.